# Sinovica
Sinovica este o localitate din comuna Sodražica, Slovenia, cu o populație de 14 locuitori.